# Mauro Ferrara
Mauro Ferrara, nome d'arte di Mauro Carlini (Argenta, 12 luglio 1948), è un musicista e cantante italiano, famoso nel genere del liscio.

## Biografia
Mauro Carlini nasce ad Argenta in provincia di Ferrara. Eredita la passione per il canto dalla madre Angelina.
Dopo il suo esordio nel 1966 con un gruppo giovanile (Le ombre nere), nel 1969 entra nell'organico dell'orchestra di Vittorio Borghesi. Lascia il lavoro in fabbrica e comincia la carriera di cantante professionista. Nel 1974 passa all'orchestra Casadei. Qui prende il nome d'arte Mauro Ferrara per l'abitudine dei Casadei (sia Secondo che Raoul) di soprannominare i musicisti in base alla zona di provenienza. In quasi trent'anni gira tutta l'Europa e diventa la voce di numerosi successi dell'orchestra, meritandosi l'appellativo di "Voce della Romagna".
Dopo il rinnovo dell'organico fonda la sua orchestra, «Mauro Ferrara e il Cuore Italiano»; successivamente entra a far parte dell'Orchestra Grande Evento.
Nel 2015 partecipa, con Moreno il Biondo e Fiorenzo Tassinari (rispettivamente clarinettista e sassofonista, anch'essi ex membri dell'Orchestra Casadei) a diversi eventi legati alla promozione della tradizione musicale romagnola. Nello stesso anno entra a far parte del gruppo Extraliscio, nato da un'idea di Mirco Mariani, che mira alla riproposizione del ballo liscio ai giovani come fenomeno culturale vintage. Il 10 luglio 2019, insieme all'Orchestra Grande Evento, è ospite sul palco del Jova Beach Party a Rimini, esibendosi davanti a 45.000 persone.
Il 17 dicembre 2020, durante la trasmissione Sanremo Giovani, viene annunciata la partecipazione di Extraliscio come partecipanti nella sezione Big del Festival di Sanremo 2021 con il brano Bianca luce nera, con Davide Toffolo dei Tre Allegri Ragazzi Morti. Il brano è prodotto dalla Betty Wrong Edizioni Musicali di Elisabetta Sgarbi, al suo esordio come editore musicale.

## Discografia

### Con gli Extraliscio
- 2016 – Canzoni da ballo
- 2017 – Imballabilissimi - Ballabilissimi
- 2020 – Punk da balera
- 2021 – È bello perdersi
- 2022 – Romantic Robot

### Collaborazioni
- Orchestra Massimo Dellabianca – Menestrello vol. 3